# تیم ملی فوتسال مکزیک
تیم ملی فوتسال مکزیک نماینده مکزیک در مسابقات بین‌المللی فوتسال و یکی از تیم‌های فوتسال آمریکای شمالی است.